# Admiral Scheer
El Admiral Scheer fue un crucero pesado clase Deutschland, también llamados acorazados de bolsillo, que sirvió con la Kriegsmarine de la Alemania nazi durante la Segunda Guerra Mundial. El buque fue nombrado en honor del almirante Reinhard Scheer, comandante alemán en la Batalla de Jutlandia. Fue puesto en grada en el astillero Kriegsmarinewerft de Wilhelmshaven en junio de 1931 y completado en noviembre de 1934. Clasificado originalmente como «buque acorazado» —panzerschiff— por la Reichsmarine, en febrero de 1940 los alemanes reclasificaron los dos buques restantes de la clase como cruceros pesados.
El buque se atenía, nominalmente, al límite de 10 000 toneladas impuesto por el Tratado de Versalles, pero con un desplazamiento estándar de 13 660 t, lo excedía notablemente las cláusulas del tradato. Armado con seis cañones de 280 mm en dos torretas triples, el Admiral Scheer y sus buques gemelos fueron diseñados para vencer a cualquier crucero que fuera lo suficientemente rápido para capturarlos. Su velocidad máxima de 28 nudos (52 km/h) dejaba solo a un puñado de naves francesas y británicas lo bastante rápidas y poderosas para darles alcance y hundirlos.
El Admiral Scheer tuvo una carrera muy activa con la Kriegsmarine, incluido su despliegue en aguas españolas durante la Guerra Civil, donde bombardeó la ciudad de Almería. Su primera misión durante la Segunda Guerra Mundial fue una operación de ataque al comercio en el Atlántico Sur, que también incluyó una breve incursión en el Índico, durante la que hundió barcos mercantes por un montante total de 113 223 t de arqueo, lo que lo convirtió en el más exitoso buque corsario alemán de todo el conflicto. Tras su retorno a Alemania fue desplegado en el norte de Noruega para interceptar los convoyes aliados hacia la Unión Soviética. Formó parte del abortado ataque al convoy PQ 17 y condujo la Operación Wunderland, una incursión en el mar de Kara. De vuelta en Alemania a finales de 1942 fue usado como buque de entrenamiento hasta finales de 1944, cuando fue empleado en apoyo de las operaciones terrestres contra el Ejército Rojo. Acabó hundido por bombarderos británicos el 9 de abril de 1945 en el puerto de Kiel. Fue desguazado en parte, aunque algunos restos de su pecio quedaron enterrados bajo los cimientos de un nuevo muelle.

## Construcción
El Admiral Scheer fue encargado por la Reichsmarine al astillero Reichsmarinewerft de Wilhelmshaven. Buques difíciles de categorizar, los clase Deutschland eran una forma de cruceros fuertemente blindados y artillados que en teoría se atenían a las limitaciones impuestas a Alemania por el Tratado de Versalles, pero en realidad las excedieron notablemente. Superaban las características de un crucero pesado, pero no llegaban a igualar las de un acorazado, por lo que la prensa y marinas extranjeras los bautizaron como «acorazados de bolsillo». El rearme naval no era popular entonces en Alemania, debido a la oposición de partidos como el Socialdemócrata y Comunista, ambos con presencia notable en el Reichstag, por lo que hasta 1931 no se encargó un segundo panzerschiff. El dinero para este segundo buque acorazado, que fue encargado como Ersatz Lothringen, quedó asegurado gracias a la abstención de los socialdemócratas en la votación para prevenir una crisis política. Su quilla fue puesta en grada el 25 de junio de 1931 bajo el número de construcción 123. El buque fue botado el 1 de abril de 1933 amadrinado por Marianne Besserer, hija del almirante Reinhard Scheer que le daba nombre. Fue terminado año y medio después, el 12 de noviembre de 1934, día en que fue asignado en la flota alemana. El viejo acorazado Hessen fue retirado del servicio y su tripulación trasladada al nuevo panzerschiff.

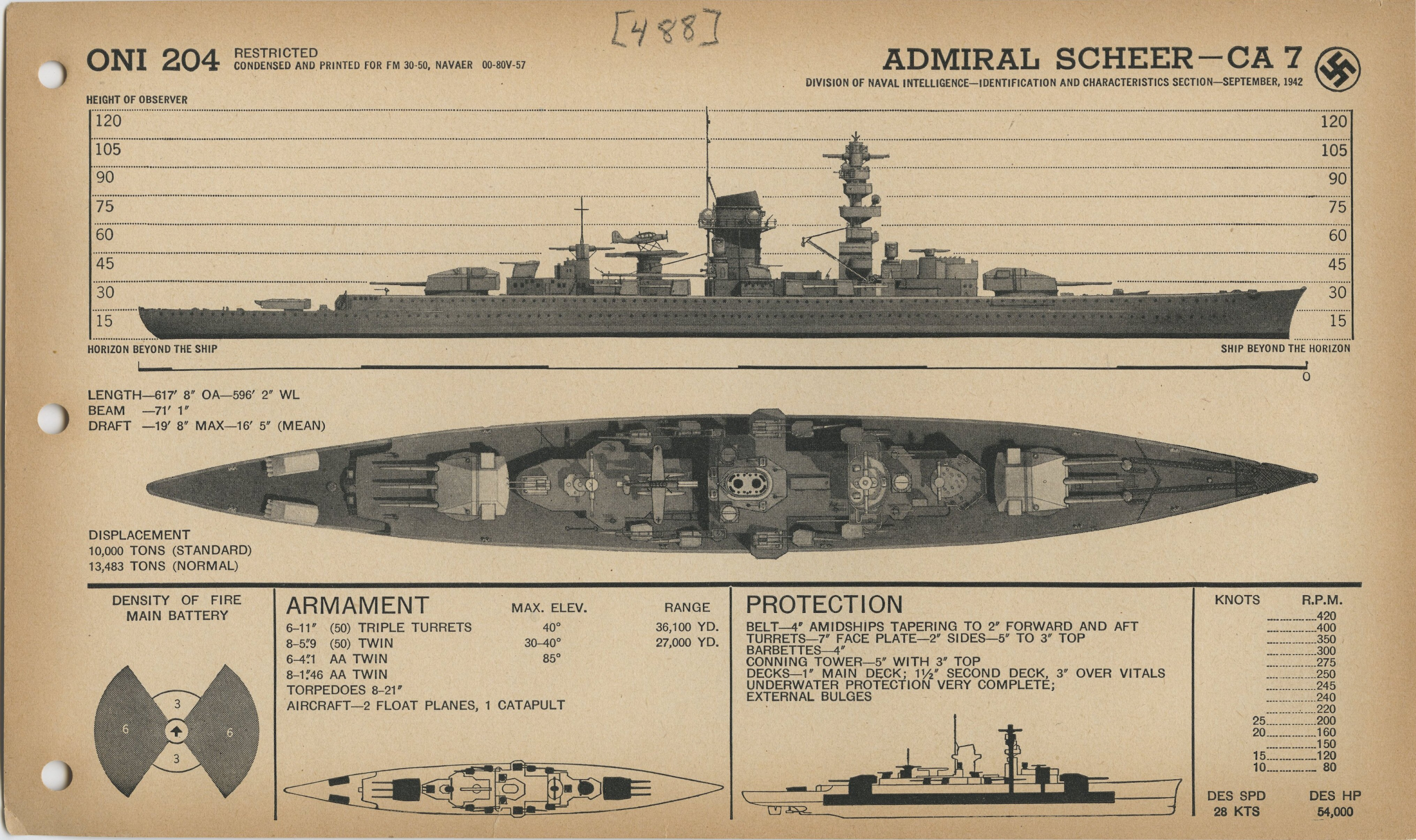
Dibujo de reconocimiento del Admiral Scheer.

El crucero tenía una eslora de 186 metros, una manga de 21,34 m y un calado máximo de 7,25 m. Su desplazamiento de diseño eran 13 660 t, y a plena carga llegaba a las 15 180, aunque oficialmente se declaró que estaba dentro de las 10 000 t impuestas por el Tratado de Versalles. El Admiral Scheer estuvo propulsado por cuatro juegos de máquinas diésel MAN de 9 cilindros y dos tiempos que lo impulsaban a una velocidad máxima de 28,3 nudos (52,4 km/h) gracias a sus 52 050 CV (38 810 kW). A una velocidad de crucero de 20 nudos podía navegar 9100 mn (16 900 km). En principio su tripulación eran 33 oficiales y 586 marineros, pero a partir de 1935 su número fue incrementado a 30 y 921-1024 respectivamente.
El armamento primario del Admiral Scheer fueron seis cañones de 283 mm SK C/28 montados en dos torretas triples, delante y detrás de su superestructura. Portó además una batería secundaria de ocho cañones SK C/28 de 150 mm en torretas individuales agrupadas en el centro del buque. Su batería antiaérea original eran tres cañones L/45 de 88 mm que en 1935 fueron reemplazados por seis L/78 de 88 mm. Para 1940 la batería antiaérea había crecido con seis cañones de 105 mm C/33, cuatro C/30 de 37 mm en montajes gemelos y veintiocho Flak 30 de 20 mm. Hacia 1945 esta nutrida batería había sido reorganizada y comprendía seis cañones de 40 mm, ocho de 37 mm y treinta y tres de 20 mm.
El buque también fue equipado con un par de montajes cuádruples de tubos lanzatorpedos de 533 mm a popa de la cubierta. Contaba también con dos hidroaviones Arado Ar 196 y una catapulta para hacerlos despegar. El cinturón blindado del Admiral Scheer tenía entre 60 y 80 mm de espesor, la cubierta superior 17 mm y la cubierta blindada llegaba hasta los 45 mm de grosor. Las torretas de las baterías principales contaban con planchas de 140 mm en sus caras y 80 mm a ambos lados. Su radar original fue un equipo FMG 39 G(gO), aunque en 1941 este fue reemplazado por un FMG 40 G(gO) y un sistema FuMO 26.

## Historial de servicio

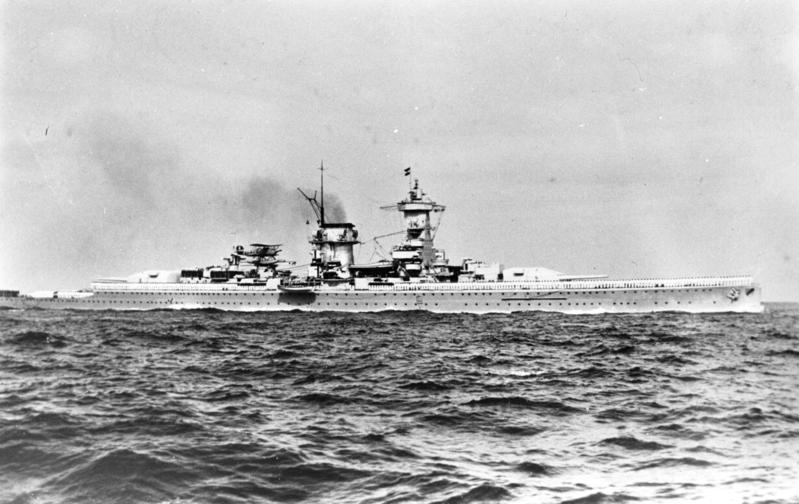
El Admiral Scheer en 1934.

Tras su entrada en servicio en noviembre de 1934 el Admiral Scheer fue puesto bajo mando del capitán de navío Wilhelm Marschall. El buque empleó lo que restaba de ese año realizando pruebas de mar y entrenamiento de su tripulación. En 1935 le fue instalada una nueva catapulta y un nuevo sistema de amerizaje para operar los hidroaviones Arado en mares encrespados. Hacia octubre de 1935 estaba listo para su primer gran crucero, que le llevó a Madeira entre el 25 y el 28 de octubre y de vuelta a Kiel el 8 de noviembre. El verano siguiente navegó a través del estrecho Skagerrak y el canal de la Mancha hasta el mar de Irlanda, y recaló en Estocolmo en el viaje de vuelta.

### Guerra civil española
El primer despliegue militar en el extranjero del Admiral Scheer comenzó en julio de 1936, cuando fue enviado a España para evacuar civiles alemanes atrapados en medio de la Guerra Civil. El 6 de septiembre de 1936 el capitán Otto Ciliax sustituyó a Marschall como comandante de la nave. Desde el 8 de agosto operó junto a su gemelo Deutschland en las patrullas de no intervención frente a las costas españolas de la zona republicana, en las que completó cuatro períodos de servicio hasta junio de 1937. Su objetivo oficial era controlar el flujo de material de guerra en España, aunque también registró buques soviéticos que cargaban suministros y protegió barcos que enviaban armas alemanas a las fuerzas del bando sublevado. Durante el despliegue en España Ernst Lindemann sirvió como primer oficial de artillería del buque. Tras el ataque al Deutschland el 29 de mayo de 1937 frente a Ibiza por parte de varias aeronaves del bando Republicano, el Admiral Scheer fue enviado a bombardear la población civil de la ciudad republicana de Almería, como represalia, en el conocido Bombardeo de Almería. El 31 de mayo de 1937, vigésimo primer aniversario de la batalla de Jutlandia, el Admiral Scheer, ondeando la bandera de guerra del Imperio Alemán, arribó frente a Almería a las 07:29 y abrió fuego sobre las baterías costeras, las instalaciones navales y los barcos presentes en el puerto. El 26 de junio fue relevado por su gemelo Admiral Graf Spee y retornó a Wilhelmshaven el 1 de julio. Volvió al Mediterráneo entre agosto y octubre.

### Segunda Guerra Mundial

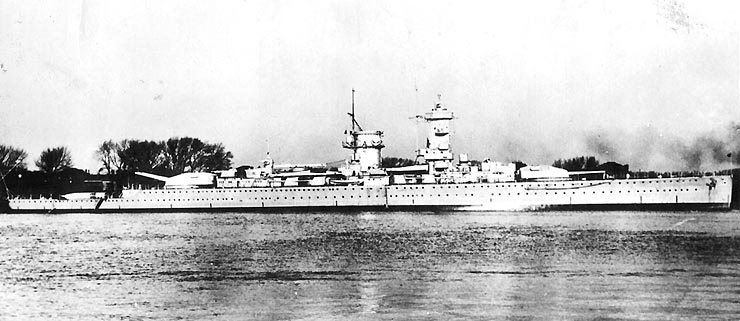
El Admiral Scheer en Wilhelmshaven en 1934.

Al estallido de la Segunda Guerra Mundial en septiembre de 1939 el Admiral Scheer estaba anclado en la rada de Schillig, frente a Wilhelmshaven, junto con el nuevo crucero pesado Admiral Hipper. El 4 de septiembre dos grupos de bombarderos Bristol Blenheim británicos los atacaron. El primer grupo sorprendió a los artilleros antiaéreos del Admiral Scheer, que, sin embargo, derribaron uno de los aviones. Una de las bombas cayó en la cubierta sin explotar, y otras dos detonaron en el agua cerca del crucero. El segundo grupo de bombarderos fue encarado por las alertadas defensas alemanas, que derribaron cuatro de los cinco atacantes. El Admiral Scheer resultó indemne en estos ataques. En noviembre de 1939 Theodor Krancke se convirtió en el nuevo capitán del barco.
El crucero se sometió a profundas reparaciones mientras sus buques gemelos atacaban el comercio Aliado en el Atlántico. El Admiral Scheer fue modificado en los primeros meses de 1940 y se le instaló una nueva proa redondeada. La pesada torre-mástil de mando triangular fue sustituida por una estructura de mástil principal más ligera, y el buque fue reclasificado como crucero pesado. También se le instalaron cañones antiaéreos adicionales y un actualizado equipo de radar. Entre el 19 y el 20 de julio bombarderos de la RAF atacaron al Admiral Scheer y al acorazado Tirpitz, pero no consiguieron ningún impacto. El 27 de julio fue declarado listo para el servicio.

#### Operaciones en el Atlántico

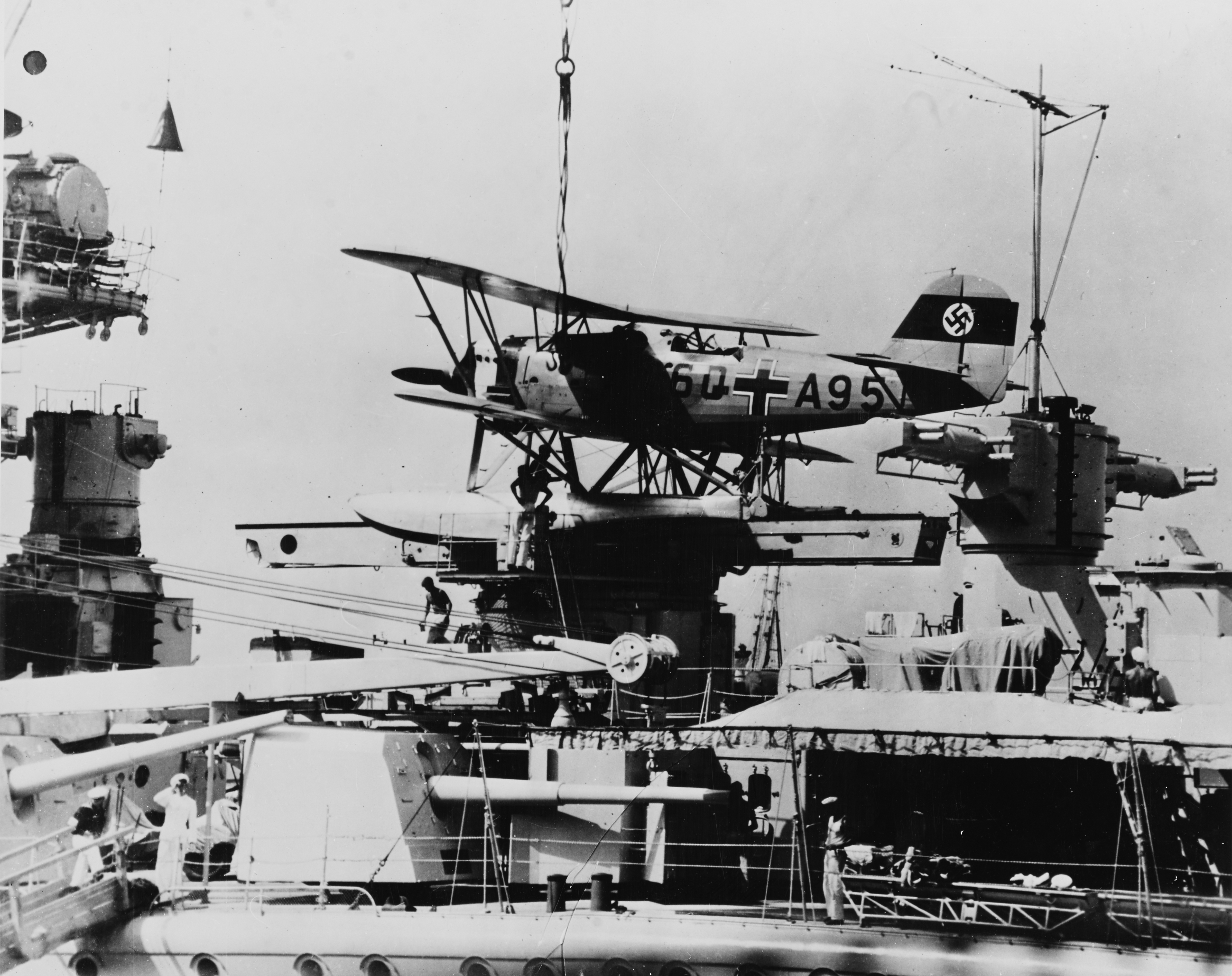
Hidroavión Heinkel He 60 a bordo del Admiral Scheer.

El Admiral Scheer salió en octubre de 1940 para su primera misión de combate. En la noche del día 31 de octubre atravesó el estrecho de Dinamarca e irrumpió en el Océano Atlántico. Su equipo de radio intercepción B-Dienst identificó el convoy HX-84, que provenía de Halifax (Nueva Escocia) y los hidroaviones Arado del Admiral Scheer lo avistaron el 5 de noviembre de 1940. El crucero mercante armado HMS Jervis Bay, única escolta del convoy, informó de la presencia del corsario alemán e intentó evitar el ataque al convoy, que recibió la orden de dispersarse bajo la cobertura de pantallas de humo. La primera salva del Admiral Scheer hizo impacto en el Jervis Bay, deshabilitando su equipo inalámbrico y su timón. Los proyectiles de la segunda salva hicieron blanco en su puente y mataron a su capitán Edward Fegen. El crucero alemán hundió rápidamente el mercante armado, pero el tiempo que tardó en hacerlo permitió escapar a la mayoría del convoy y el Admiral Scheer solo pudo hundir 5 de los 37 barcos que lo componían.
El 18 de diciembre el buque alemán encontró y capturó el barco refrigerador Duquesa, de 8790 t de desplazamiento. El barco envió una señal de socorro, que el Admiral Scheer consintió deliberadamente, para llamar a las fuerzas británicas en el área. Krancke quería atraer los buques de guerra británicos para desviar la atención del Admiral Hipper, que acababa de salir del estrecho de Dinamarca. Los portaaviones británicos HMS Formidable y Hermes, los cruceros Dorsetshire, Neptune y Dragon y el mercante armado Pretoria Castle se unieron para dar caza al corsario alemán, pero este los evadió a todos.

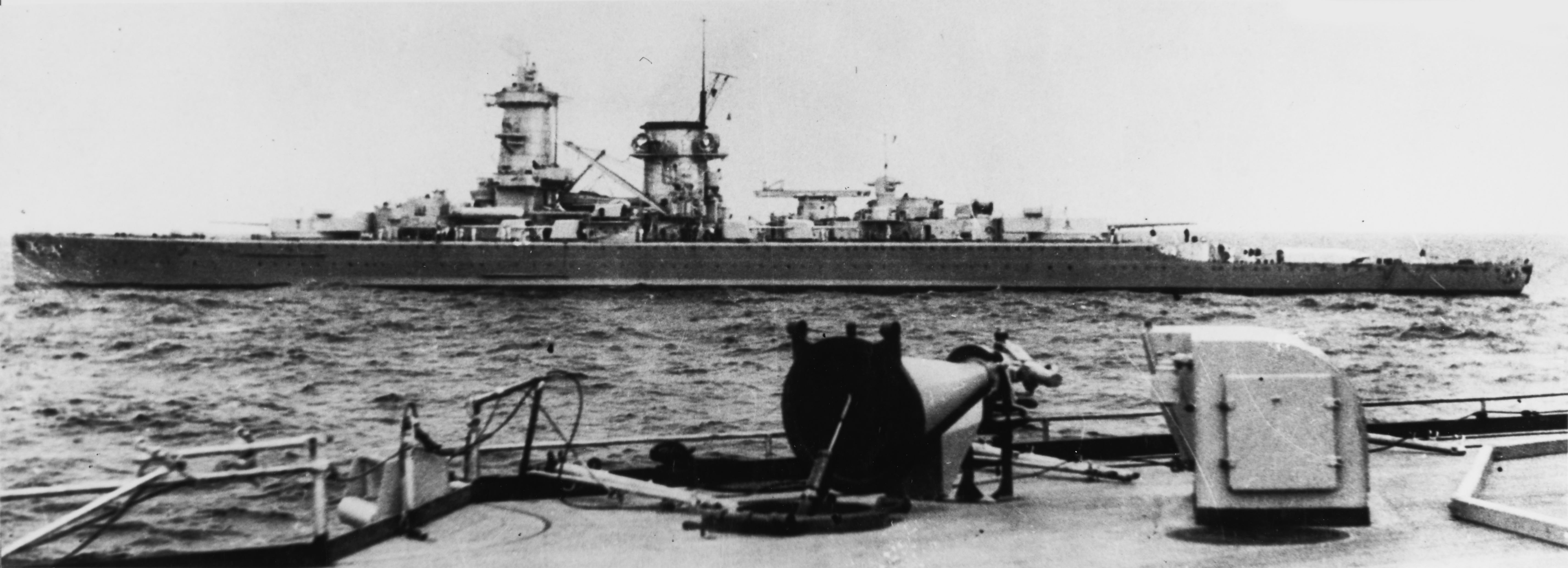
El Admiral Scheer hacia 1935.

Entre el 26 de diciembre y el 7 de enero el Admiral Scheer se reunió con los buques de suministro Nordmark y Eurofeld, el crucero auxiliar Thor y los barcos capturados Duquesa y Storstad. El corsario alemán transfirió unos seiscientos prisioneros al Storstad mientras repostaba. Poco después, entre el 18 y el 20 de enero, el Admiral Scheer capturó tres mercantes británicos que sumaban un total de 18 738 t de arqueo. Pasó la Navidad de 1940 en medio del Atlántico, a varios cientos de km del archipiélago Tristán de Acuña, antes de iniciar una incursión en el Océano Índico en febrero de 1941.
El día 14 de febrero el Admiral Scheer se reunió con el crucero auxiliar Atlantis y el barco de suministro Tannenfels a unos 1900 km al este de Madagascar. Los incursores repostaron e intercambiaron información sobre el tráfico mercante Aliado en el área, separándose el 17 de febrero. El Admiral Scheer entonces navegó a las Seychelles, al norte de Madagascar, donde localizó dos barcos mercantes con sus hidroaviones. Capturó el transporte de 7106 t British Advocate y hundió el Grigorios, de 2495 t y bandera griega. Un tercer barco, el Canadian Cruiser de 7293 t, logró enviar una señal de socorro antes que el Admiral Scheer lo enviara al fondo del mar el 21 de febrero. El corsario encontró y hundió un cuarto barco, el vapor holandés de 2583 t Rantaupandjang, que también tuvo tiempo de pedir socorro antes de su final.
El crucero británico HMS Glasgow, que estaba patrullando en el área, recibió los mensajes de las últimas víctimas del Admiral Scheer. Lanzó aeronaves de reconocimiento que localizaron al buque alemán el 22 de febrero. El vicealmirante Ralph Leatham, comandante de la Estación de las Indias Orientales, desplegó al portaaviones Hermes y a los cruceros Capetown, Emerald, Hawkins, Shropshire, además del australiano HMAS Canberra, para unirse a la caza. Krancke viró al sureste para evadir a sus perseguidores y alcanzó el Atlántico sur el 3 de marzo, aunque para entonces los británicos habían abandonado su búsqueda, desde el 25 del mes anterior, cuando les había quedado claro que el crucero alemán había abandonado el área.
El Admiral Scheer entonces navegó al norte, alcanzó el estrecho de Dinamarca el 26-27 de marzo y consiguió burlar a los cruceros británicos Fiji y Nigeria. Arribó a Bergen, Noruega, el día 30, y permaneció un día en Grimstadfjord. Una escolta de destructores se le unió para su viaje a Kiel, puerto al que llegó el 1 de abril. En el transcurso de su operación de corso había navegado 46 000 mn (85 000 km) y hundido diecisiete barcos mercantes por un total de 113 223 t de arqueo. Fue, con mucho, el más exitoso buque corsario alemán de toda la guerra en el ataque al comercio aliado. Tras llegar a Alemania, Krancke dejó el barco para ser reemplazado por el capitán de navío Wilhelm Meendsen-Bohlken en junio de 1941. La pérdida del acorazado Bismarck en mayo de 1941, y aún peor, la pérdida de la red de suministros alemana por las acciones de la Real Armada Británica tras la operación contra el Bismarck, frustraron una incursión en el Atlántico del Admiral Scheer y su gemelo Lützow a finales de ese año. Entre el 4 y el 8 de septiembre el Admiral Scheer fue trasladado brevemente a Oslo, donde los días 5 y 8 el Escuadrón N.º 2 de la RAF, equipado con bombarderos B-17, desarrolló un par de infructuosos ataques sobre el barco alemán. El día 8 el crucero pesado dejó la capital noruega para navegar a Swinemünde.

#### Despliegue en Noruega
El 21 de febrero de 1942 el Admiral Scheer, el crucero pesado Prinz Eugen y los destructores Richard Beitzen, Paul Jakobi, Z25, Hermann Schoemann y Friedrich Ihn navegaron a Noruega. Tras parar brevemente en Grimstadfjord llegaron a Trondheim. El día 23 el submarino británico Trident torpedeó al Prinz Eugen y le causó daños muy graves. La primera operación en el país nórdico en que tomó parte el Admiral Scheer fue la Operación Rösselsprung, en julio de 1942. El día 2 de ese mes el crucero partió para interceptar el convoy aliado ártico PQ-17, para lo que formó un grupo junto al Lützow mientras el Tirpitz y el Admiral Hipper componían otro. Estando en ruta hacia el punto de reunión, el Lützow y tres destructores encallaron, forzando a todo el grupo a abandonar la operación. Tras esto, el Admiral Scheer fue enviado a unirse al Tirpitz y el Admiral Hipper en el fiordo de Alta, pero los británicos detectaron su partida y ordenaron la dispersión de su convoy. Conscientes de que la sorpresa se había perdido, los alemanes abortaron el ataque de superficie en favor de la intervención de submarinos U-boot y aeronaves de la Luftwaffe, que hundieron veinticuatro de los treinta y cinco transportes componentes del convoy.

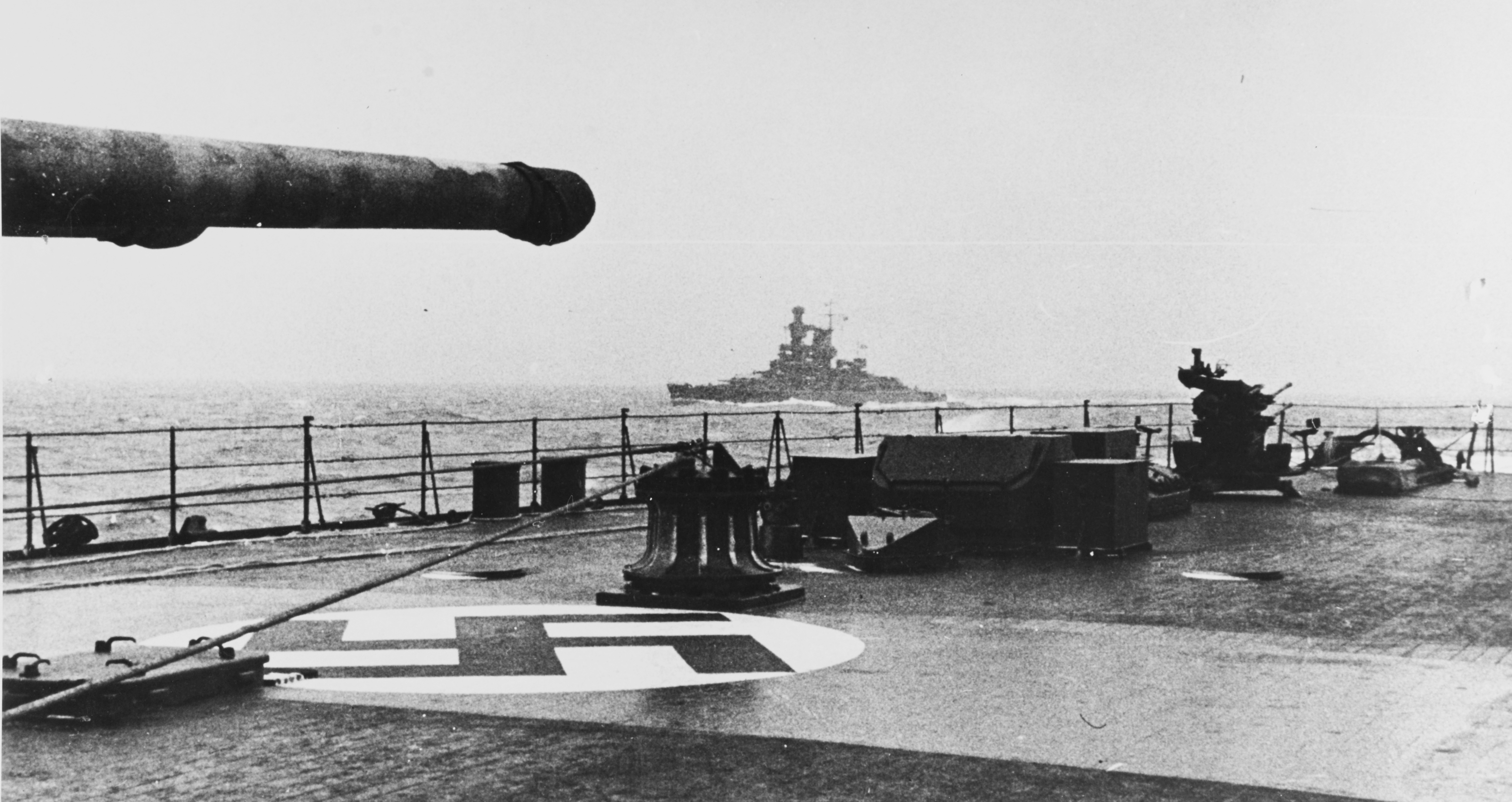
El Admiral Scheer, al fondo, fotografiado desde la cubierta del Prinz Eugen en el camino a Noruega. Febrero de 1942.

En agosto de 1942 el crucero condujo la Operación Wunderland, una salida al mar de Kara destinada a interceptar mercantes soviéticos y atacar los objetivos que se le presentasen. La duración de la misión y las distancias a recorrer impidieron disponer una escolta de destructores, por lo que los tres que acompañaban al Admiral Scheer se dieron la vuelta en Nueva Zembla para retornar a Noruega. Dos U-boots —U-251 y U-456— patrullaron los estrechos de Kara y Yugor. Los alemanes intentaron enviar al Admiral Scheer en compañía de su gemelo Lützow, pero tras haber encallado el mes anterior, este no estaba disponible para la misión.

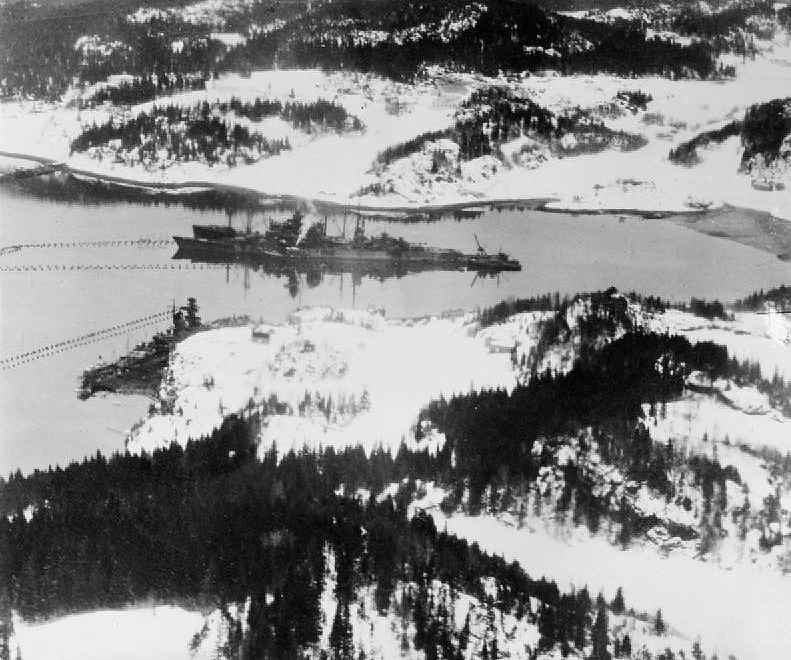
El Admiral Scheer y el Prinz Eugen anclados en el Lofjord en marzo de 1942.

El plan operacional requería de un estricto silencio de radio para asegurar el mantenimiento del factor sorpresa, por lo que Meendsen-Bohlken necesitaba tener un total control táctico y operacional de su barco. Los comandos costeros no podrían dirigir la misión. El Admiral Scheer y sus destructores de escolta dejaron Narvik rumbo al norte de Nueva Zembla. Al entrar en el mar de Kara se toparon con numerosos hielos, por lo que además de localizar mercantes enemigos, el hidroavión Arado hubo de ser usado para rastrear caminos a través de los campos de hielo. El 25 de agosto avistaron el rompehielos soviético Sibiryakov, que fue hundido después de que enviara una señal de socorro. El barco alemán entonces puso rumbo sur y dos días después arribaba al puerto de la isla Dikson, que bombardeó dañando dos barcos y las instalaciones portuarias. Meendsen-Bohlken consideró desembarcar un destacamento, pero los disparos de las baterías costeras soviéticas lo disuadieron de ello. Tras finalizar el bombardeo, el capitán decidió regresar a Narvik, donde echó anclas el día 30 sin haber logrado éxitos significativos.
El 23 de octubre el Admiral Scheer, el Tirpitz y los destructores Richard Beitzen, Friedrich Eckoldt, Z23, Z28 y Z29 partieron de la bahía Bogen y llegaron a Trondheim, donde el Tirpitz paró para reparaciones mientras el Admiral Scheer y el Z28 continuaban hacia Alemania. El capitán de fragata Ernst Gruber fue el comandante interino del crucero hasta fines de noviembre. El mes siguiente el buque volvió a Wilhelmshaven para una revisión importante, pero allí fue atacado y ligeramente dañado por bombarderos británicos. Consecuentemente, el crucero fue trasladado al menos expuesto puerto de Swinemünde. En febrero de 1943 el capitán de navío Richard Rothe-Roth recibió el mando de la nave, y hasta fines de 1944 el Admiral Scheer formó parte del Grupo de la Flota de Entrenamiento.

#### Retorno al Báltico
El capitán de navío Ernst-Ludwig Thienemann, último comandante del crucero, tomó el mando del Admiral Scheer en abril de 1944. El 22 de noviembre de 1944 el Admiral Scheer, los destructores Z25 y Z35 y la 2.ª Flotilla de Torpederos relevaron al Prinz Eugen y a varios destructores en las tareas de apoyo a las fuerzas alemanas que combatían a los soviéticos en la isla de Ösel, donde la Fuerza Aérea Soviética lanzó varios ataques sobre los germanos, todos ineficaces y repelidos por sus pesadas defensas antiaéreas. Sin embargo, el hidroavión Arado del barco fue derribado. En la noche del 23 al 24 de noviembre las fuerzas navales alemanas completaron la evacuación de los 4694 militares de la isla.

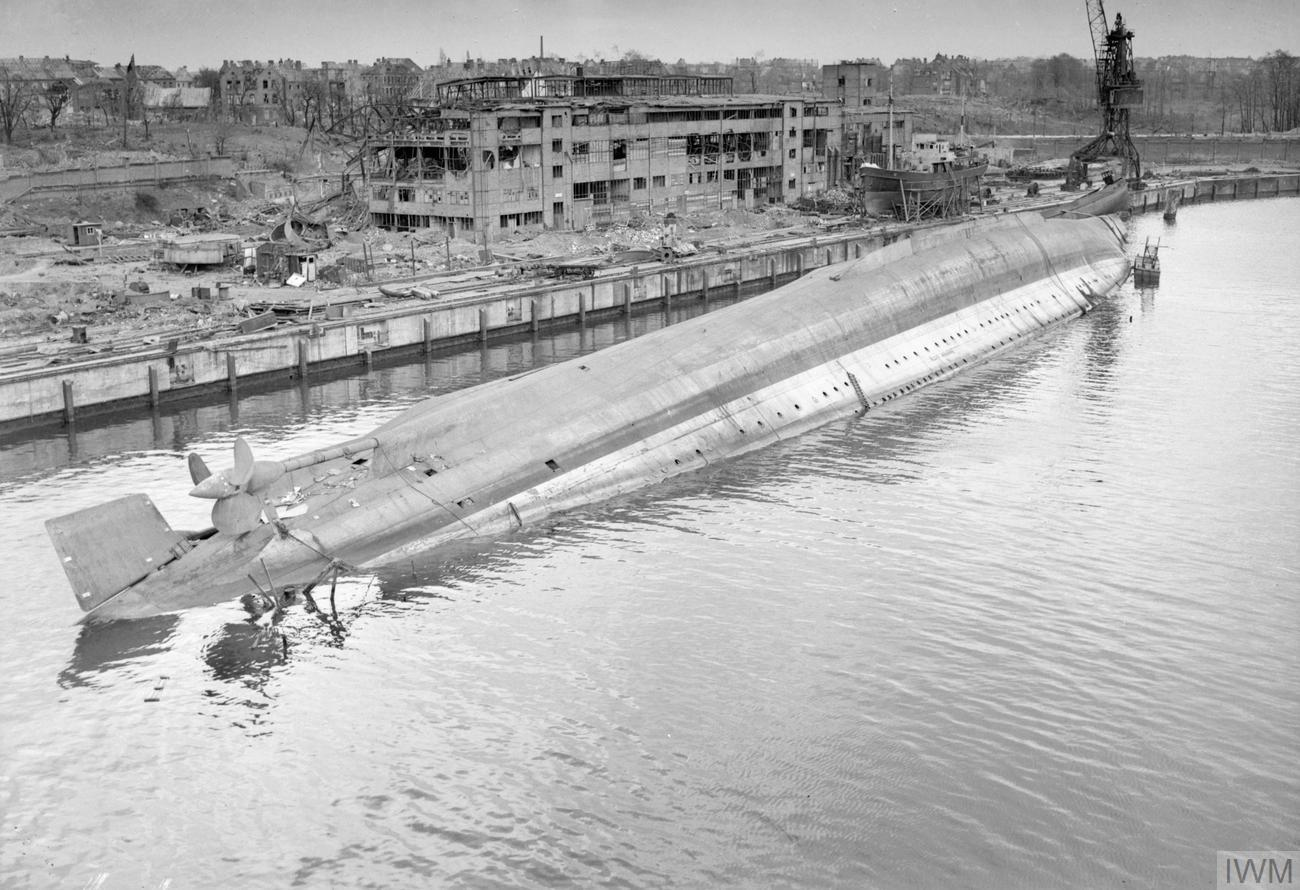
El Admiral Scheer volcado en el puerto de Kiel en 1945.

A principios de febrero de 1945 el Admiral Scheer estaba frente a la península Samland con varios torpederos dando apoyo a las tropas terrestres en los combates contra el Ejército Rojo, y el 9 de ese mes comenzó a bombardear posiciones soviéticas. Entre los días 18 y 24 los alemanes lanzaron un contraataque local apoyado por la artillería del crucero pesado y de los destructores, que apuntaron a las posiciones enemigas en Peyse y Gross-Heydekrug. El ataque alemán restauró temporalmente la conexión terrestre con Königsberg. Hacia marzo los cañones principales del Admiral Scheer estaban muy desgastados y necesitaban reparaciones, por lo que el 8 de marzo dejó el Báltico oriental en dirección a Kiel para retocar sus armas, transportando en este viaje 800 civiles y 200 soldados heridos. Un campo de minas sin despejar le impidió llegar a Kiel, por lo que dejó a sus pasajeros en Swinemünde. A pesar de sus cañones desgastados, pudo bombardear las fuerzas soviéticas a las afueras de Kolberg hasta agotar la munición.
Tras esto embarcó más refugiados y partió de Swinemünde. Sorteados con éxito los campos de minas, echó anclas en Kiel el 18 de marzo. Su torreta popel tenía sus cañones reemplazados a principios de abril en el astillero Deutsche Werke, y durante el proceso la mayor parte de su tripulación bajó a tierra. En la noche del 9 de abril de 1945 un gran bombardeo de la RAF llevado a cabo por unos trescientos bombarderos arrasó el puerto de Kiel, y el Admiral Scheer recibió el impacto de cinco enormes bombas Tallboy y volcó. En este ataque el número de bajas ascendió a 32. Fue parcialmente desguazado para chatarra tras el fin del conflicto, aunque parte de su casco fue dejado en el lecho marino y enterrado bajo los escombros del ataque para construir un nuevo muelle.

### Buques de la clase
• Admiral Graf Spee
• Deutschland